# Honaunau-Napoopoo
Hōnaunau-Nāpō‘opo‘o es una localidad del condado de Hawái, Hawái. La población registrada en el censo de 2000, fue de 2,414 habitantes.

## Geografía
Hōnaunau-Nāpō‘opo‘o se localiza geográficamente entre los 19°26′45″N 155°53′14″O / 19.44583, -155.88722.
De acuerdo a la Oficina del Censo de los Estados Unidos, la localidad tiene una superficie de 104.2 km².

## Demografía
El censo de 2000, registró una población de 2,414 habitantes, 846 viviendas y 591 familias. La densidad de población fue de 24.5/km². El 6.1% de la población es de origen hispano.
Según la Oficina del Censo en 2000 los ingresos medios por hogar en la localidad eran de $41.912, y los ingresos medios por familia eran $47.679. Los hombres tenían unos ingresos medios de $31.201 frente a los $24.453 para las mujeres. La renta per cápita para la localidad era de $20.025. Alrededor del 11.6% de las familias y del 13.5% de la población estaban por debajo del umbral de pobreza.